# Pinot meunier
Il Pinot Meunier, conosciuto anche col nome di Meunier o Schwarzriesling, è un vitigno presente quasi esclusivamente in Francia, nella regione della Champagne.
Deve il suo nome (meunier significa mugnaio) al fatto che la parte inferiore della foglia è ricoperta da una lanugine bianca che fa apparire le foglie come ricoperte di farina. Il Pinot Meunier è stato menzionato per la prima volta nel XVI secolo, e prende il nome e i sinonimi (francese Meunier e tedesco Müller, entrambi significano mugnaio) dal bianco polveroso simile alla farina sulla parte inferiore delle sue foglie.

## Ampelografia
Il Pinot Meunier può essere identificato dagli ampelografi per le sue foglie dentellate che appaiono di un bianco lanuginoso, come se la farina fosse stata spolverata generosamente sul lato inferiore e leggermente sul lato superiore della foglia. Il nome "Meunier" deriva dalla parola francese per mugnaio con molti dei sinonimi della vite (vedi sotto) che ascoltano anche questa associazione, come "Dusty Miller" che è usato in Inghilterra, "Farineaux" e "Noirin Enfariné" usati in Francia così come "Müllerrebe" e "Müller-Traube" utilizzati in Germania.
Nella ricerca, Paul K. Boss e Mark R. Thomas del CSIRO Plant Industry and Cooperative Research Center for Viticulture di Glen Osmond, in Australia, hanno scoperto che il Pinot Meunier ha una mutazione (VvGAI1) che gli impedisce di rispondere all'acido gibberellico, una pianta ormone della crescita.

## Sinonimi
Il Pinot Meunier è conosciuto con vari sinonimi in tutto il mondo, tra cui Auvernat Meunier, Blanc Meunier, Blanche Feuille, Carpinet, Cerny Mancujk, Créedinet, Dusty Miller, Farineux noir, Fernaise, Frésillon, Fromenté, Frühe blaue Müllerrebe, Goujeau, Gris Meunier, Meunier , Meunier Gris, Miller Grape, Miller's Burgundy, Molnár Töke, Molnár Töke Kék, Molnárszölö, Morillon Tacone, Morone Farinaccio, Moucnik, Müllerrebe, Muller-Traube, Noirin Enfariné, Noirien de Vuillapans, Pineau Meunier, Pino Meine, Pinot negro, Pianta de Brie, Plant Meunier, Plant Munier, Postitschtraube, Rana Modra Mlinaria, Rana Modra Mlinarica, Resseau, Riesling noir, Sarpinet, Trézillon e Wrotham Pinot.